# Georges Gilson

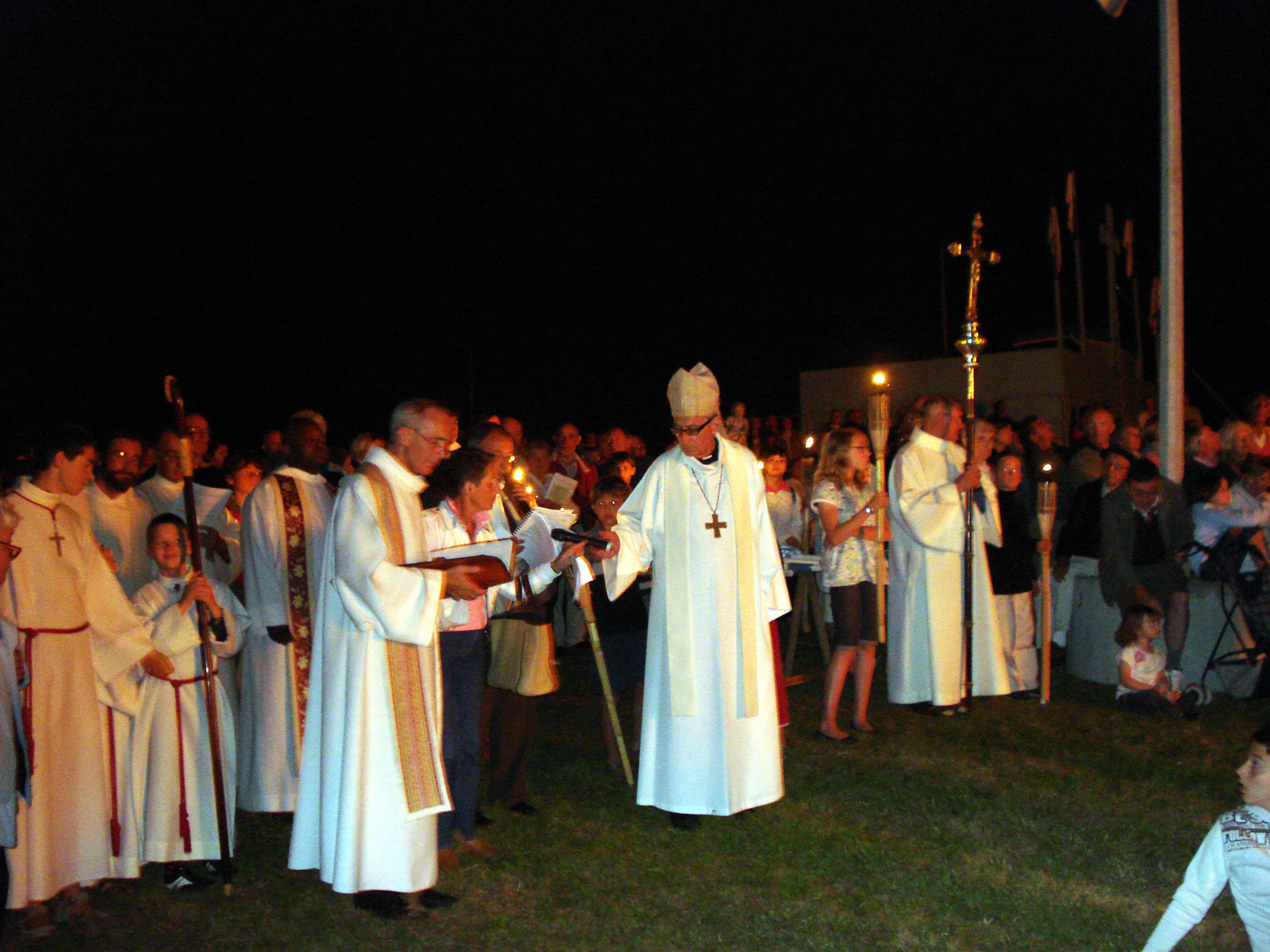
Bischof Georges Gilson (Mitte) 2009

Georges Edmond Robert Gilson (* 30. Mai 1929 in Paris; † 27. November 2024) war ein französischer Geistlicher, römisch-katholischer Erzbischof von Sens, letzter Metropolit von Sens und Prälat der Mission de France o Pontigny.

## Leben
Georges Gilson, in seiner Jugend unter anderem Pfadfinder, studierte am Institut Catholique de Paris und der Päpstlichen Universität Gregoriana in Rom. Er empfing am 21. April 1957 durch Emile-Arsène Blanchet die Priesterweihe für das Erzbistum Paris und wirkte anschließend als Gemeindepfarrer in Nanterre. 1965 wurde er Sekretär von Pierre Veuillot, Erzbischof von Paris, und nahm in dessen Begleitung an der letzten Session des Zweiten Vatikanischen Konzils teil. Die Funktion als Sekretär behielt er auch unter Veuillots Nachfolger François Kardinal Marty, der ihn 1974 zum Generalvikar des Erzbistums Paris berief.
Papst Paul VI. ernannte ihn am 13. Juli 1976 zum Titularbischof von Benda und zum Weihbischof in Paris. Die Bischofsweihe spendete ihm Kardinal Marty am 9. Oktober desselben Jahres; Mitkonsekratoren waren die Weihbischöfe Robert Frossard und Daniel Pézeril.
Am 13. August 1981 ernannte ihn Papst Johannes Paul II. zum Bischof von Le Mans und am 2. August 1996 zum Erzbischof von Sens sowie zum Prälaten der Mission de France. Bis 2002 war er Metropolit der Kirchenprovinz Sens, ehe das Erzbistum am 8. Dezember dieses Jahres der Kirchenprovinz Dijon zugeordnet wurde. 
Am 31. Dezember 2004 nahm Johannes Paul II. sein aus Altersgründen vorgebrachtes Rücktrittsgesuch an. Gilson zog sich anschließend nach Paris zurück.
Er war Ehrendomherr des Paderborner Metropolitankapitels.

## Schriften
- Les Prêtres: La vie au quotidien , D. de Brouwer 1990, ISBN 978-2220031590
- Mon Pain Quotidien. Entretiens Avec Jean-Luc Pouthier, Bayard 2002, ISBN 9782227439108